# Theodore McKeldin
Theodore Roosevelt McKeldin, född 20 november 1900 i Baltimore, Maryland, död 10 augusti 1974 i Baltimore, Maryland, var en amerikansk republikansk politiker. Han var guvernör i delstaten Maryland 1951–1959.
McKeldin studerade vid Baltimore City College och anställdes av en bank. Han började sällskapa med en arbetskollega vid namn Honolulu Manzer. Den 17 oktober 1924 gifte han sig med Honolulu och paret fick två barn; sonen Theodore, Jr. och dottern Clara. Sin juristexamen avlade McKeldin vid University of Maryland. Vid Johns Hopkins University bedrev han dessutom fortsatta studier i nationalekonomi. Han var första gången borgmästare i Baltimore mellan 1943 och 1947; andra gången innehade han ämbetet mellan 1963 och 1967.
McKeldin efterträdde 1951 William Preston Lane som guvernör och efterträddes 1959 av J. Millard Tawes. Anglikanen McKeldin avled i en ålder av 73 år och gravsattes på Green Mount Cemetery i Baltimore.